# J. M. Coetzee

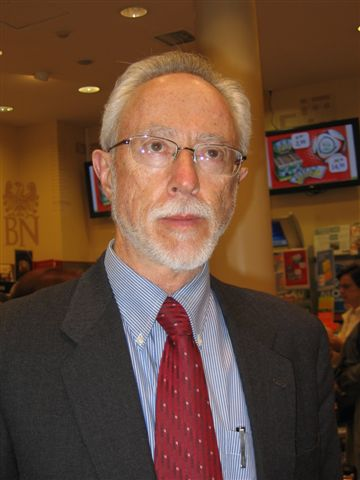
J. M. Coetzee (2006)

John Maxwell Coetzee [kʊtˈsiː, kʊtˈsiə] (* 9. Februar 1940 in Kapstadt als John Michael Coetzee) ist ein südafrikanischer Schriftsteller; seit 2006 ist er australischer Staatsbürger. Er wurde als erster Autor zweimal mit dem Booker Prize ausgezeichnet und erhielt im Jahr 2003 den Literaturnobelpreis.

## Leben und Werdegang
Coetzee hat väterlicherseits niederländische Wurzeln, wuchs jedoch in einer englischsprachigen Familie auf. Seit seiner Kindheit war er auch mit der südafrikanischen Sprache Afrikaans vertraut. Seine Mutter Vera Coetzee, geborene Wehmeyer, hatte deutsche und polnische Vorfahren und war Grundschullehrerin; sein Vater Zacharias, ein Jurist, kämpfte im Zweiten Weltkrieg auf Seiten der Alliierten in Nordafrika. 1943 wurde J. M. Coetzees Bruder David geboren. Bis 1948 war der Vater als Rechtsanwalt bei der Stadtverwaltung in Kapstadt angestellt, verlor jedoch dann diesen Posten aufgrund seiner apartheidkritischen Haltung, woraufhin die Familie für drei Jahre auf einer Farm in Worcester lebte.
J. M. Coetzee studierte an der Universität Kapstadt Englisch (BA Honours 1960) und absolvierte parallel dazu ein zweites Hauptstudium in Mathematik (BA Honours 1961). Danach war er in England zunächst für IBM und dann für International Computers Limited in Bracknell, Berkshire, als Programmierer tätig, eine Zeit, die er im zweiten Band seiner romanhaften Memoiren (Youth. Scenes from Provincial Life II, 2002) schildert. Mit einer Arbeit über Ford Madox Ford erwarb er 1963 den M.A.-Grad in Englisch der Universität Kapstadt. Im gleichen Jahr heiratete er Philippa Jubber (1939–1991), mit der er zwei Kinder hatte, Nicolas (1966–1989) und Gisela (* 1968). Die Ehe wurde 1980 geschieden.
1965 nahm Coetzee im Rahmen des Fulbright-Programms Doktoratsstudien in Englisch und Linguistik an der University of Texas at Austin auf, wo er 1969 aufgrund einer Computeranalyse des Stils der frühen Prosa Samuel Becketts zum PhD promoviert wurde. Daran schloss sich eine Lehrtätigkeit an der State University of New York at Buffalo an. 1972 wurde sein Antrag auf eine unbefristete Aufenthaltsgenehmigung in den Vereinigten Staaten abgelehnt, nachdem er sich im März 1970 an Protesten gegen den Vietnamkrieg beteiligt hatte und nach der Besetzung eines Hörsaals seiner Universität in Buffalo mit 44 anderen Angehörigen des Lehrkörpers wegen „krimineller Besitzstörung“ verhaftet worden war. Daraufhin kehrte die Familie nach Südafrika zurück, wo Coetzee einen Lehrauftrag für Englisch, Linguistik und Allgemeine Literaturwissenschaft an der Universität Kapstadt erhielt. 1984 wurde er dort zum Professor berufen. Daneben lehrte er wiederholt in den USA: an der State University of New York, der Harvard University, der Johns Hopkins University in Baltimore, der Stanford University und an der University of Chicago. Neben seiner Lehr- und Schriftstellertätigkeit arbeitete er auch als Übersetzer von Romanen und Lyrik aus dem Niederländischen und Afrikaans. Mit seiner Lebensgefährtin Dorothy Driver, die er 1980 kennengelernt hatte, lebt er seit 2002 in Adelaide in Australien; beide haben Professuren an der University of Adelaide. Am 6. März 2006 wurde Coetzee australischer Staatsbürger.
1974 veröffentlichte J. M. Coetzee sein erstes literarisches Werk, Dusklands, bestehend aus The Vietnam Project und The Narrative of Jacobus Coetzee. Die Zusammenstellung der beiden an sich unabhängig erzählten Teile verweist auf Parallelen zwischen den US-Amerikanern in Vietnam heute und der niederländischen Besiedlung Südafrikas im 18. Jahrhundert. Coetzees Werke nehmen oft sehr deutlich Bezug auf die sozialen und politischen Missstände und Probleme seines Landes und stellen die Menschlichkeit auf einem hohen ästhetischen Niveau in den Mittelpunkt. Einzelschicksale werden allegorisch für alle Menschen dargestellt. 
Coetzee ist Vegetarier und Schirmherr der australischen Tierrechtsorganisation Voiceless. Explizit wird die Tierrechtsthematik in den Romanen Elizabeth Costello und Schande behandelt.

## Werk
Am bekanntesten ist Coetzee für seine Romane (die nie umfangreich sind), er arbeitet jedoch auch in anderen Genres. So veröffentlichte er zahlreiche Essays, die sich häufig mit literaturtheoretischen Fragen beschäftigen. Teilweise vermischt er die Genres Essay und Roman. So ist Elizabeth Costello eine Aneinanderreihung von Vorlesungen einer fiktiven australischen Schriftstellerin, die nur durch einen losen Handlungsfaden zusammengehalten werden; in seinem Buch Tagebuch eines schlimmen Jahres hingegen werden Essays und eine fiktive Romanhandlung gleichzeitig auf derselben Seite wiedergegeben. Fragestellungen, mit denen Coetzee sich in seinen Essays beschäftigt, tauchen häufig in seinen Romanen wieder auf.
Einige Werke von Coetzee tragen autobiografische Züge, sind aber meist so stark fiktionalisiert, dass eine klare Trennung in „wahre“ Begebenheiten und Fiktion nicht möglich ist; Boyhood und Youth etwa sind jedoch offen autobiografische Werke. Auch Coetzee selbst tritt in diesen Texten stets als Kunstfigur auf. Außerhalb seiner Literatur ist er mit Äußerungen zu seiner Person und seinen eigenen Werken sparsam, lediglich in dem von David Attwell herausgegebenen Band Doubling the Point äußerte er sich ausführlicher. Coetzee vertritt jedoch die Meinung, dass jede Literatur per se autobiografische und politische Aspekte hat.

## Auszeichnungen
1977, 1980 und 1984 erhielt Coetzee jeweils den Central News Agency Literary Award, den höchsten südafrikanischen Literaturpreis, für die Romane Im Herzen des Landes, Warten auf die Barbaren und Leben und Zeit des Michael K. 1983 wurde er für Leben und Zeit des Michael K. mit dem Booker Prize, 1987 mit dem Jerusalempreis für die Freiheit des Individuums in der Gesellschaft und 1999 für Schande erneut mit dem Booker Prize ausgezeichnet. Er wurde des Weiteren mit dem Lannan Literary Award for Fiction, The Irish Times International Fiction Prize und dem Commonwealth Literary Award ausgezeichnet und zum Chevalier dans l’Ordre des Arts et des Lettres ernannt. 1991 wurde er in die American Academy of Arts and Sciences aufgenommen. 2003 erhielt Coetzee den Nobelpreis für Literatur als ein Autor, „who in innumerable guises portrays the surprising involvement of the outsider“ („der in zahlreichen Gestaltungen das erstaunliche Wirken von Außenseitern darstellt“). 2005 erhielt er den südafrikanischen Order of Mapungubwe in Gold für „exceptional contribution in the field of literature and for putting South Africa on the world stage“ (etwa: „für seinen außergewöhnlichen Beitrag auf dem Gebiet der Literatur und dafür, Südafrika auf die Weltbühne zu bringen“). 2006 wurde er zum Mitglied der American Philosophical Society und zum auswärtigen Ehrenmitglied der American Academy of Arts and Letters gewählt.
Coetzee hält Ehrendoktorwürden der University of Strathclyde (1985), der University of Natal (1996), der Rhodes University (1999), der University of Oxford (2002), der La Trobe University (2004), der University of Adelaide (2005), der University of Technology, Sydney (2008), der American University of Paris (2010), der Adam-Mickiewicz-Universität Posen (2012) der University of the Witwatersrand (2012) der School of Oriental and African Studies in London (2015) und der Universidad Iberoamericana (2016).

## Rezeption
Schon mit seiner ersten Veröffentlichung Dusklands im Jahr 1974 gelang Coetzee der internationale Durchbruch. Seitdem sind alle seine Bücher Gegenstand zahlloser Rezensionen, Interpretationen und literaturwissenschaftlicher Arbeiten und erreichen hohe Verkaufszahlen. Auf internationaler Ebene war Coetzee niemals ein besonders kontroverser Schriftsteller, in seiner Heimat Südafrika stieß er hingegen teilweise auf Ablehnung. Seine Literatur wurde dort während der Apartheid als elitär angesehen und mit dem Vorwurf der politischen Konturlosigkeit konfrontiert. Im Ausland wurde er hingegen eher als oppositioneller Autor wahrgenommen. Teilweise wurde auch hinter der Vergabe des Nobelpreises an Coetzee im Jahr 2003 eine politische Motivation vermutet.

## Bibliografie

### Romane und Erzählungen
- 1974: Dusklands (enthält die zwei Novellen The Vietnam Project und The Narrative of Jacobus Coetzee)
- 1977: In the Heart of the Country (Roman)
  - Im Herzen des Landes, dt. von Wulf Teichmann, Hanser, München/Wien 1987, ISBN 3-446-14706-3.
- 1980: Waiting for the Barbarians
  - Warten auf die Barbaren, dt. von Brigitte Weidmann, Henssel, Berlin 1984, ISBN 3-87329-109-6, sowie Reinhild Böhnke, S. Fischer, Frankfurt am Main 2001, ISBN 3-10-010814-0.
- 1983: Life & Times of Michael K (Roman)
  - Leben und Zeit des Michael K., dt. von Wulf Teichmann, Hanser, München/Wien 1986, ISBN 3-446-14132-4.
- 1986: Foe (Roman)
  - Mr. Cruso, Mrs. Barton und Mr. Foe, dt. von Wulf Teichmann, Hanser, München/Wien 1990, ISBN 3-446-14936-8.
- 1990: Age of Iron (Roman)
  - Eiserne Zeit, dt. von Wulf Teichmann, S. Fischer, Frankfurt am Main 1995, ISBN 3-10-010807-8.
- 1994: The Master of Petersburg (Roman)
  - Der Meister von Petersburg, dt. von Wolfgang Krege, S. Fischer, Frankfurt am Main 1996, ISBN 3-10-010809-4.
- 1997: Boyhood. Scenes from Provincial Life
  - Der Junge. Eine afrikanische Kindheit, dt. von Reinhild Böhnke, S. Fischer, Frankfurt am Main 1998, ISBN 3-10-010811-6.
- 1999: Disgrace (Roman)
  - Schande, dt. von Reinhild Böhnke, S. Fischer, Frankfurt 2000, ISBN 3-10-010815-9.
- 1999: The Lives of Animals
  - Das Leben der Tiere, dt. von Reinhild Böhnke, S. Fischer, Frankfurt am Main 2000, ISBN 3-10-010817-5.
- 2002: Youth (Roman)
  - Die jungen Jahre, dt. von Reinhild Böhnke, S. Fischer, Frankfurt am Main 2002, ISBN 3-10-010819-1.
- 2003: Elizabeth Costello. Eight Lessons
  - Elizabeth Costello. Acht Lehrstücke, dt. von Reinhild Böhnke, S. Fischer, Frankfurt am Main 2004, ISBN 3-10-010820-5.
- 2004: As a Woman Grows Older (Erzählung). In: New York Review of Books vom 15. Januar 2004 Digitalisat
- 2005: Slow Man (Roman)
  - Zeitlupe, dt. von Reinhild Böhnke, S. Fischer, Frankfurt am Main 2005, ISBN 3-10-010833-7.
- 2007: Diary of a Bad Year
  - Tagebuch eines schlimmen Jahres, dt. von Reinhild Böhnke, S. Fischer, Frankfurt am Main 2008, ISBN 978-3-10-010834-0.
- 2009: Summertime (Roman)
  - Sommer des Lebens, dt. von Reinhild Böhnke, S. Fischer, Frankfurt am Main 2010, ISBN 978-3-10-010835-7.
- 2013: The Old Woman and the Cats (Erzählung). In: J. M. Coetzee, Berlinde De Bruyckere: Cripplewood/Kreupelhout. Yale University Press, ISBN 978-0-300-19657-3.
- 2013: The Childhood of Jesus (Roman). Harvill Secker, London, ISBN 978-1-84655-726-2.
  - Die Kindheit Jesu, dt. von Reinhild Böhnke, S. Fischer, Frankfurt am Main 2013, ISBN 978-3-10-010825-8.
- 2014: Three Stories. The Text Publishing Company, Melbourne, ISBN 978-1-92218-256-2.
  - Ein Haus in Spanien. Drei Geschichten, dt. von Reinhild Böhnke, S. Fischer, Frankfurt am Main 2017, ISBN 978-3-10-397278-8.
- 2016: The Schooldays of Jesus (Roman). Harvill Secker, London, ISBN 978-1-91121-535-6.
  - Die Schulzeit Jesu, dt. von Reinhild Böhnke, S. Fischer, Frankfurt am Main 2018, ISBN 978-3-10-397309-9.
- 2019: The Death of Jesus (Roman). The Text Publishing Company, Melbourne 2019, ISBN 978-1-92226-828-0.
  - Der Tod Jesu, dt. von Reinhild Böhnke. S. Fischer, Frankfurt am Main 2020, ISBN 978-3-10-397026-5.
- 2022: The Pole and other stories. Random House UK, 2023, ISBN 978-1-78730-406-2.
  - Der Pole, Roman, dt. von Reinhild Böhnke. S. Fischer, Frankfurt am Main 2023, ISBN 978-3-10-397501-7.

### Sachbücher, Essays und Briefe
- 1988: White Writing. On the Culture of Letters in South Africa
- 1992: Doubling the Point. Essays and Interviews
- 1996: Giving Offense. Essays on Censorship
- 1997: What is Realism?
- 2001: The Humanities in Africa (Vortrag, gehalten in der Carl-Friedrich-von-Siemens-Stiftung am 15. März 2001)
  - Die Geisteswissenschaften in Afrika, Carl-Friedrich-von-Siemens-Stiftung, München 2001.
- 2001: Stranger Shores. Essays 1986–1999
- 2007: Inner Workings. Essays 2000–2005
- Was ist ein Klassiker? Essays, dt. von Reinhild Böhnke, S. Fischer, Frankfurt am Main 2006, ISBN 3-10-010818-3 (enthält verschiedene zwischen 1981 und 2001 entstandene literarische Essays).
- 2013: Here and Now. Letters 2008 – 2011, zusammen mit Paul Auster, Viking Penguin Group, New York; Faber&Faber sowie Harvill Decker, London, ISBN 978-0-571-29927-0.
  - Von hier nach da, Briefe 2008 – 2011, dt. von Reinhild Böhnke und Werner Schmitz. S. Fischer Verlag, Frankfurt am Main 2014, ISBN 978-3-596-19687-6.